# Bundestagsdrucksache
Eine Bundestagsdrucksache (zum Teil auch kurz Bundesdrucksache, offiziell in voller Länge sehr häufig auch Deutscher Bundestag Drucksache oder Bundestags-Drucksache, Abkürzung: BT-Drs. oder BT-Drucks.) ist eine Vorlage des Deutschen Bundestages zur Verteilung an dessen Mitglieder, an die Mitglieder des Bundesrates und an die Ministerien.

## Allgemeines
Bundestagsdrucksachen werden der Öffentlichkeit durch Veröffentlichung zugänglich gemacht. Bundestags- und Bundesratsdrucksachen sowie die jeweiligen Plenarprotokolle werden über den Bundesanzeiger Verlag vertrieben. So dienen vor allem Gesetzentwürfe der Fachliteratur (beispielsweise in Gesetzeskommentaren) und der Rechtsprechung (insbesondere Bundesgerichten wie dem Bundesgerichtshof) als Primärquelle, weil die Gesetzesmotive in der „amtlichen Begründung“ für die Auslegung von Gesetzen bedeutsam sind.

## Rechtsgrundlagen
Vorlagen gemäß § 75 Geschäftsordnung des Deutschen Bundestages (GOBT) sind z. B. Gesetzentwürfe, Große und Kleine Anfragen, jedoch auch Denkschriften und Gutachten.
Mit der Änderung des § 77 Abs. 1 GOBT werden diese Vorlagen seit dem 22. Oktober 2013 in der Regel auf elektronischem Weg verteilt. Eine Verteilung in Papierform (die bis zum Zeitpunkt der Änderung Pflicht war) ist weiterhin zulässig.
Die Drucksache wird mit der Nummer der jeweiligen Legislaturperiode (früher in römischen, inzwischen in arabischen Ziffern) sowie einer fortlaufenden Zahl versehen. Der Entwurf zur Schuldrechtsmodernisierung ist beispielsweise BT-Drs. 14/6040, also die 6040. Drucksache der 14. Wahlperiode. In einer normalerweise vierjährigen Wahlperiode entstehen im parlamentarischen Betrieb mehr als 12.000 Drucksachen, die meisten davon mit Seitenzahlen im zwei- bis dreistelligen Bereich, manche, wie beispielsweise der jährliche Haushaltsplan, auch mit mehr als 3000 Seiten.
Da die Gesetzentwürfe in den Bundestagsdrucksachen mit Begründung veröffentlicht werden, sind sie oft ein wichtiges Hilfsmittel bei der späteren Auslegung der Gesetze.

## Geschichte
Die erste Drucksache vom 7. Oktober 1949 war ein alphabetisches Verzeichnis der Mitglieder des Bundestages. Die zweite Drucksache enthielt das Protokoll über die zweite Sitzung vom 12. September 1949.
Ein Rekord an produzierten Drucksachen wurde in der 19. Wahlperiode aufgestellt: Bis Juli 2021 produzierte der 2017 gewählte Bundestag mehr als 31.700 Drucksachen.

## Weitere Drucksachen

### Landtagsdrucksachen
Entsprechendes gilt für die Landtagsdrucksachen (LT-Drs.) auf Länderebene, die sich unter anderem mit Landesrecht befassen.

### Bundesratsdrucksachen
Entsprechendes gilt auch für die Unterlagen des Bundesrates der Bundesrepublik Deutschland, den Bundesratsdrucksachen (BR-Drs.).